# 무술초등학교
무술초등학교는 대한민국 충청남도 부여군 외산면 비암리 26-1에 있었던 공립 초등학교이다.

## 연혁
- 1944. 4. 1 외산국민학교 비암 분교장 설치 인가
- 1946. 9. 1 아동모집 본교(외산국민학교)에 편입
- 1951. 4. 1 무슬국민학교로 승격인가
- 1967. 3. 1 벽지학교 책정
- 1977. 7.18 부여군교육청 지정 연구발표 실시
- 1978. 3. 1 벽지급식학교 지정(보호급식)
- 1984. 3. 9 병설유치원 개원(1학급)
- 1986. 1. 1 벽지학교 '다'지역 지정
- 1989. 9. 1 벽지학교 '라'지역 지정
- 1997. 3. 1 복식학급 운영(1-2학년)
- 1999. 3. 1 복식학급 운영(1-2학년, 3-4학년)
- 1999. 9. 1 외산초등학교 통합